# Maximilian Preuß

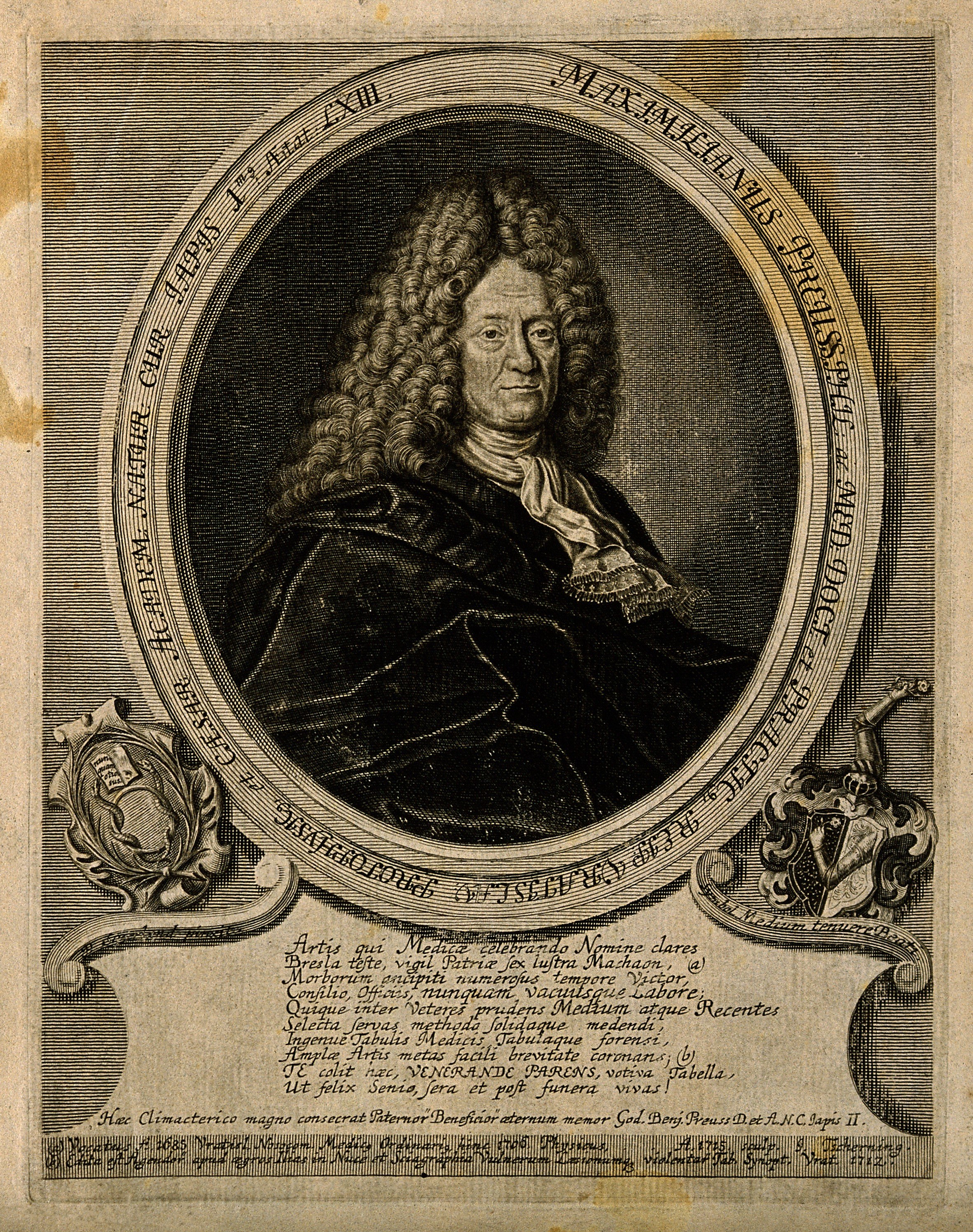
Maximilian Preuss, 1715 dargestellt von J. Tscherning

Maximilian Preuß (* 10. März 1652 in Wschowa (deutsch Fraustadt), Polen-Litauen; † 6. September 1721 in Breslau, Fürstentum Breslau) war ein deutscher Arzt, Physicus in Breslau und Mitglied der Gelehrtenakademie „Leopoldina“.
Maximilian Preuß (auch: Preuss) studierte Medizin in Leipzig, wo er 1676 unter Michael Ettmüller disputierte. Anschließend wandte er sich nach Padua und wurde im Collegium venetum promoviert. Anschließend wurde er Physicus der königlichen Stadt Fraustadt in Polen und später Oberphysicus in Breslau. Er beschäftigte sich auch mit der Philosophie. Sein Sohn war Gottfried Benjamin Preuss, der wie sein Vater Mitglied der „Leopoldina“ wurde.
Am 6. Oktober 1695 wurde Maximilian Preuß mit dem Beinamen Iapis I. als Mitglied (Matrikel-Nr. 218) in die Deutsche Akademie der Naturforscher „Leopoldina“ aufgenommen.

## Werke
- Preuß, Maximilian und Ettmüller, Michael: Parva Magnorum Morborum Initia, 1676. (Digitalisat)
- Preuß, Maximilian und Grass, Samuel: Kurtze und Nöthige Unterweisung/ Wie man sich bey der jetzigen Contagion Vor dem Pestilentzialischen Gifft/ und Andern bösen Zufällen bewahren/ Auch/ so jemand damit inficiret/ gebührend curiren könne. Dem Land- und gemeinen Mann zum Besten in Druck heraus gegeben, Gedruckt bey Gottfried Heinichen Königl. Neumärck. Reg. Buchdrucker., Cüstrin, Anno 1709.
- Preuß, Maximilian: Vulnerum Aliarumque Laesionum Violentarum Et Externarum lethalium vel minus talium Sciagraphia Brevissima, Illustri, Magnifico, Amplissimoque Senatui Vratislaviensi submisse dicata ab Autore Proto. Physico Illius Maximiliano Preuss, Philos. & Medic. Doctore & Academico Naturae-Cn[!]rioso Leopoldino-Imperiali, Impensis ac Formis Baumannianis, Vratislaviae, 1712.
- Preuß, Maximilian: Beschreibung derer in Nieder-Schlesien, Oelßnischen Fürstenthumbs zu Skarsine befindlichen und mit vielen Experimentis bekräfftigten Gesund-Quellen, 1716. (Digitalisat)